# محمد حسين الجحوشي
محمد حسين الجحوشي هو شاعر يمني. ولد عام 1948 في مدينة الشحر في محافظة حضرموت. تلقى تعليمه في البداية في مسقط رأسه، ثم انتقل إلى عدن ودرس الأدب الإنجليزي في جامعة عدن. وهو عضو في اتحاد الأدباء والكتاب اليمنيين. له مساهمات في كتابة الشعر الغنائي الشعبي.

## أعماله
- ما لم تقله الغيوم (1983).
- وجه آخر لغرناطه (2003).

## وصلات خارجية
- محمد حسين الجحوشي.
- حتى لاننسى محمد حسين الجحوشي، مقال على صحيفة الجمهورية.
- صورة خارجية.